# Phatthalung (província)
Phatthalung é uma província da Tailândia. Sua capital é a cidade de Phatthalung.